# 康冀民
康冀民（1930年—2018年1月30日），男，河北石家庄人，中华人民共和国政治人物、外交官。

## 生平
康冀民曾任驻苏联大使馆文化参赞、驻南斯拉夫大使馆参赞、驻罗马尼亚大使馆公使衔参赞。1985年11月，出任中华人民共和国驻康斯坦察总领事。1987年，任外交部香港澳门事务办公室副主任。1988年1月，任中葡联合联络小组中方首席代表。1993年4月，离任回京。
2018年1月30日，康冀民在珠海病逝。

## 家庭
夫人韩健立。